# Jimdo
Die Jimdo GmbH ist ein Anbieter von Internetdienstleistungen und hier insbesondere von WYSIWYG-Website-Baukästen mit Sitz in Hamburg.

## Geschichte
Das Unternehmen wurde im Februar 2007 von Matthias Henze, Christian Springub und Fridtjof Detzner gegründet.
2008 kaufte die Firma United Internet AG 30 Prozent der Anteile der Jimdo GmbH, die Zusammenarbeit endete 2009 nach einem Aktienrückkauf. 2010 fügte Jimdo die „Store“-Funktion hinzu, die es Besitzern einer Jimdo-Internetseite möglich machte, einen Online-Shop zu erstellen. Im September 2011 ging Jimdo eine Kooperation mit dem Telekommunikations-Anbieter KDDI in Japan ein.
Neben der Jimdo-Zentrale in Hamburg gibt es noch ein weiteres Büro in Tokio, Japan.
Seit 2011 unterhält Jimdo auch ein Büro in San Francisco, USA.
Im Februar 2012 ging die fünfmillionste Jimdo-Seite online, im November 2013 die zehnmillionste.
Am 3. Februar 2014 veröffentlichte Jimdo eine Blog-App, mit der man auch von Mobilgeräten auf einer Jimdo-Internetseite bloggen kann.
Im Juni 2015 wurde bekannt gegeben, dass das amerikanische Unternehmen Spectrum Equity 25 Millionen Euro bei Jimdo investiert hat.
Damit sicherte sich der Kapitalgeber 26,7 Prozent am Unternehmen.
Für Jimdo ist dies das zweite Mal, dass Risiko-Kapital am Finanzmarkt aufgenommen wurde.
Zu diesem Zeitpunkt sind bereits 15.000.000 Webseiten mit Jimdo erstellt worden. Ende Juli 2015 wurde der Webauftritt modernisiert.
2015 arbeiteten für das Unternehmen 200 Mitarbeiter aus 15 Ländern.
Im Oktober 2016 musste das Unternehmen aus wirtschaftlichen Gründen 66 seiner 258 Mitarbeiter entlassen.
Die beiden Mitgründer Fridtjof Detzner und Christian Springub nahmen sich eine Auszeit und zogen sich aus dem aktiven Tagesgeschäft zurück.
Im Geschäftsjahr 2016 erzielte Jimdo einen Umsatz von 29,4 Millionen Euro.
Im Februar 2017 lag die Zahl der Beschäftigten in den Jimdo-Büros in Hamburg, San Francisco und Tokio nur noch bei 170. 2017 startete Jimdo einen unternehmerischen Wettbewerb zur Nachwuchsförderung. Im Geschäftsjahr 2018 erzielte Jimdo einen Umsatz von 39,1 Millionen Euro, ein Anstieg um 9,4 Prozent im Vergleich zum Vorjahr. Im Dezember 2018 hatte das Unternehmen 196 Mitarbeiter. 2018–2019 setzte Jimdo die von The Soulcage Department entwickelten virtuellen Hasen „Jim“ und „Do“ als Werbemaskottchen ein.
Im Oktober 2019 erneuerte die Firma ihre Markenführung („Branding“). Hierzu wurde ein neues Logo und neue wiederkehrende Unternehmenskennzeichen im Rahmen der Corporate Identity eingeführt.
Im November 2019 löschte Jimdo ein von mehreren AfD-Bundestagsabgeordneten eingerichtetes Meldeportal mit dem Namen „Aussteiger-Programm für Mainstream-Journalisten“ von seinen Servern. Nach Ansicht des Unternehmens verstoße diese Webseite der AfD „gegen unsere Richtlinien und gegen unsere Werte“. Auf dieser Plattform, welche nur einen Tag lang online war, sei zu „antidemokratischem Handeln“ aufgerufen worden, so das Unternehmen weiter.
Im Geschäftsjahr 2021 machte das Unternehmen bei einem Verlustvortrag von 11 Millionen weitere 9,5 Millionen Euro Verlust Geschäftsbericht 2021
Im Geschäftsjahr 2022 lag der Verlust noch bei knapp 5 Millionen Euro und 2023 wurde ein Gewinn von 9,4 Millionen Euro erzielt.

## Angebot

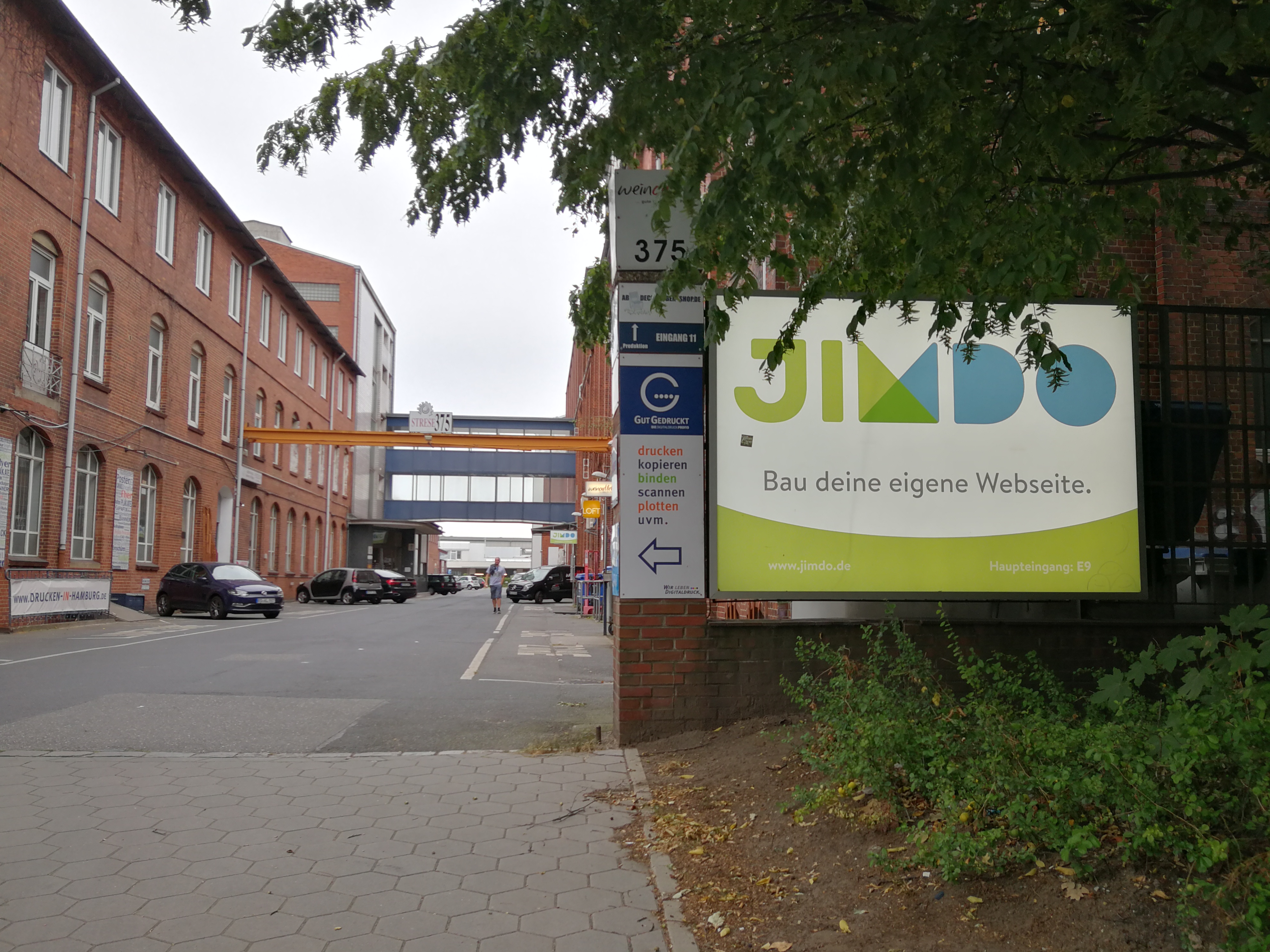
Jimdo-Büro in Hamburg

Der Webbaukasten ist ausschließlich auf den Servern von Jimdo zu nutzen.
Die mit 500 MB Speicherplatz versehene Basisversion namens PLAY, bei der Nutzer ausschließlich eine Subdomain unterhalb von .jimdofree.com registrieren können, ist kostenlos, beinhaltet aber weder E-Mailfunktionen noch die Möglichkeit weiterer Domains. Des Weiteren gliedern sich mehrere kostenpflichtige Webhostingpakete an.
Jimdo bietet auch Verkaufsplattformen (Onlineshops) an, welche in drei Größenkategorien anzumieten sind.
Ein früher angebotener kostenloser Onlineshop wird seit 2019 nicht mehr bereitgestellt.
Im Oktober 2017 wurde der Website-Baukasten Jimdo Dolphin vorgestellt.
Die Software unterstützt zurzeit sieben Sprachen (Stand: August 2020).
Seit Anfang Februar 2014 wird der Jimdo Webbaukasten unter diesem Namen auch als App für Android und Apple iOS angeboten, allerdings stehen dem Nutzer der App nicht alle Bearbeitungsfunktionen zur Verfügung und sie eignet sich daher nur für kurze Änderungen oder Verbesserungen.
Seit 2019 bietet Jimdo auch Dienstleistungen in den Bereichen Suchmaschinenoptimierung und Gestaltung von Logos an.

## Auszeichnungen
- 2015: Deutscher Gründerpreis in der Kategorie „Aufsteiger“[28]